# 高知県立足摺海洋館

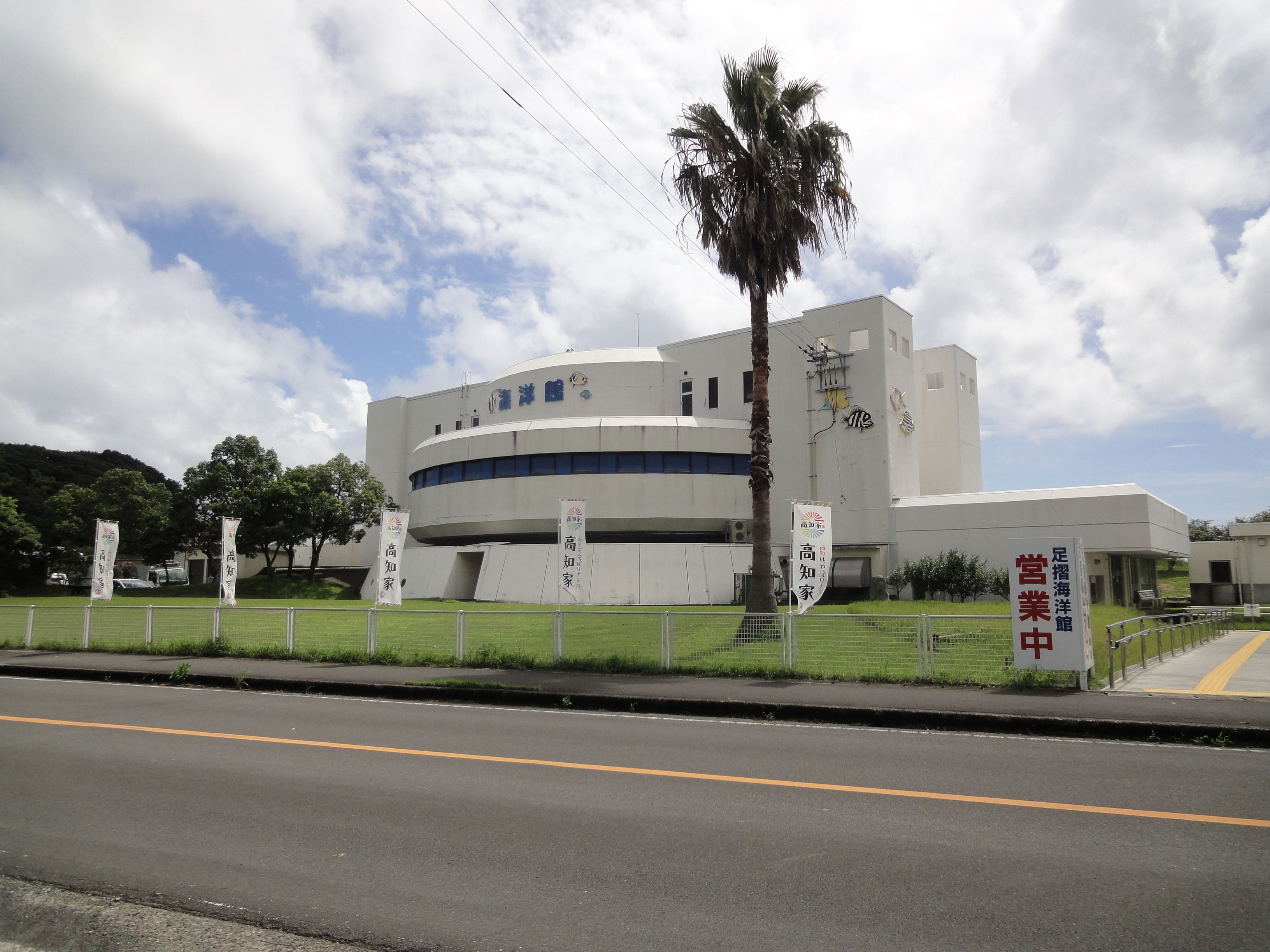
リニューアル前の旧足摺海洋館。2019年9月撮影。

高知県立足摺海洋館（こうちけんりつ あしずりかいようかん）は、高知県土佐清水市にある水族館である。愛称は「SATOUMI」。

## 概要
1975年5月2日に「土佐の海と黒潮の魚たち」をテーマにオープンし、2020年7月18日にリニューアルオープン。足摺の生態系をリアルに再現した展示と竜串湾の自然やマリンアクティビティが連動するように設計されており、隣接する竜串ビジターセンターとも連携している。

## 館内
- 1階
  - 足摺の原生林
  - 竜串湾
  - 足摺の海
  - 外洋
  - 深海
  - エピローグ
  - 企画展示室
- 2階
  - 足摺の原生林
  - プロローグ
  - 竜串湾

## 営業概要

### 営業時間
- 9:00～17:00(最終入館16：30)

### 入館料
- 入場料
  - 大人 1,200円
  - 小人（小学生～高校生） 600円
  - 未就学児 無料
- 団体料金（20名以上）
  - 大人 960円
  - 小人 480円
- 年間パスポート
  - 大人 1,700円
  - 小人 850円

### セット券
- 海洋館+海底館+グラスボート
  - 大人 3,000円
  - 中高生 2,300円
  - 小学生 1,500円
- 海洋館+海底館
  - 大人 1,500円
  - 中高生 750円
  - 小学生 750円
- 海洋館+グラスボート
  - 大人 2,500円
  - 中高生 2,100円
  - 小学生 1,300円
- 海底館+グラスボート
  - 大人 2,300円
  - 中高生 1,900円
  - 小学生 1,100円

### 割引サービス
- 2割引（20％OFF）
  - 龍馬パスポート
  - しまんと・あしずり号

## 年表
- 1975年5月2日 - 旧足摺海洋館オープン
- 1996年1月16日 - 改修工事により休館
- 1996年4月27日から5月31日 - 部分再開
- 1996年7月20日 - 全館再開
- 2005年7月12日 - アスベストが一部施設に使用されていることが分かり調査休館
- 2005年11月 - アスベストの除去工事のため休館
- 2006年4月29日 - 営業再開
- 2014年2月 - 「高知県立足摺海洋館あり方検討委員会」設置
- 2018年9月14日 - 新足摺海洋館起工[1]
- 2020年7月18日 - リニューアルオープン

## 交通
- バス
  - 高知西南交通 バス停「竜串海洋館前」下車

## 周辺
- 足摺海底館
- 竜串ビジターセンター